# 堀尾茂助

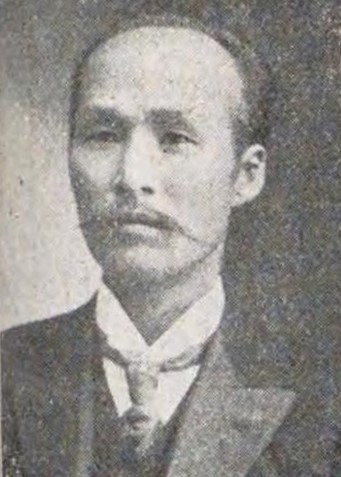
堀尾茂助

堀尾 茂助（ほりお もすけ、1861年10月4日（文久元年9月1日） - 1940年（昭和15年）12月28日 ）は、日本の政治家、衆議院議員。名は恭、後に茂助と改名。号は楽斎、庭柏居士。

## 経歴
堀尾吉晴の子孫とされる堀尾義康の息子として尾張国東春日井郡小木田村大字関田（現在の春日井市）で生まれる。剣法、漢学、書法、詩作を学んだ。
東春日井郡書記、小木田村会議員、愛知県会議員、東春日井郡会議員、愛知県農会長などを歴任。自由民権運動に加わり地租増徴案に反対し地価修正運動を推進した。1898年3月の第5回衆議院議員総選挙に愛知県第三区から出馬し当選。以後、第6回、第13回総選挙でも当選し、衆議院議員を通算三期務めた。
その他、名古屋電気鉄道会社取締役、新愛知新聞社副社長などを務めた。